# لیندا فیورنتینو
لیندا فیورنتینو (انگلیسی: Linda Fiorentino؛ زاده ۹ مارس ۱۹۵۸) هنرپیشه اهل ایالات متحده آمریکا است. وی از سال ۱۹۸۵ میلادی تاکنون مشغول فعالیت بوده‌است.
از فیلم‌هایی که وی در آن نقش داشته‌است، می‌توان به جزم‌اندیشی، مردان سیاه‌پوش، لیبرتی هنوز ایستاده است، منطق کویینز، شما اهل کدام سیاره هستید؟، فراتر از قانون، ویژن کوئست، سرشماری، لگد به سر و فریاد اشاره کرد.

## جوایز و افتخارات
- کاندیدای بفتای بهترین بازیگر نقش اول زن برای فیلم تاریخ و زمان آخرین اغوا